# Luíz Carlos Eccel
Luíz Carlos Eccel (* 18. November 1952 in Brusque, Santa Catarina) ist ein römisch-katholischer Geistlicher und Altbischof von Caçador.

## Leben
Luíz Carlos Eccel empfing am 30. Juni 1979 die Priesterweihe.
Papst Johannes Paul II. ernannte ihn am 18. November 1998 zum Bischof von Caçador. Der Erzbischof von Florianópolis, Eusébio Scheid SCI, spendete ihm am 7. Februar des nächsten Jahres die Bischofsweihe; Mitkonsekratoren waren João Oneres Marchiori, Bischof von Lages, und Vito Schlickmann, Weihbischof in Florianópolis.
Von seinem Amt trat er am 24. November 2010 zurück.